# Chris Olivero
Christopher Anthony Olivero (Stockton (Californië), 15 oktober 1984) is een Amerikaans acteur die bekend is om zijn gastrollen in Boston Public, 24, CSI: Miami, Ghost Whisperer en zijn meest recente rol als Declan McDonough in de televisieserie Kyle XY. Op 12 augustus 2006 trad hij in het huwelijk met voormalig Summerland-actrice Alexandra Picatto.